# Nekrolog 2010
Nekrolog
◄◄
| ◄
| 2006
| 2007
| 2008
| 2009
| 2010 | 2011 | 2012 | 2013 | 2014 | ► | ►►
Januar |
Februar |
März |
April |
Mai |
Juni |
Juli |
August |
September |
Oktober |
November |
Dezember 
Weitere Ereignisse | Allgemeiner Nekrolog 2010
Die Beschreibung der verstorbenen Person sollte so kurz wie möglich gehalten sein und nur deren signifikante Tätigkeit(en) enthalten.
Neue Namen ggf. auch unter dem Geburts- und Sterbedatum, also etwa unter 1. Januar und im Geburts- und Sterbejahr (2024) eintragen (nur bei entsprechender großer Wichtigkeit). Für Beispiele siehe die schon vorhandenen Artikel.
Außerdem über die fünf zuletzt Verstorbenen, zu denen es einen ausreichend guten Artikel für eine Präsentation auf der Hauptseite gibt, nach der todesbedingten Überarbeitung der Artikel ggf. auch unter Wikipedia Diskussion:Hauptseite informieren und sie am besten auch in den anderen Wikipedia-Sprachversionen eintragen. Tipp: Regelmäßig bei news.google.de nach „ist tot“, „gestorben“ oder „verstorben“ suchen.
Wenn eine Person gestorben ist, gibt es viele Seiten zu dieser Person in der Wikipedia, die davon auch betroffen sind und entsprechend aktualisiert werden müssen. Beispiele: Namenübersichtsseite, Geburtsjahr, Geburtsort-Seiten und viele mehr.
Wie finde ich die betroffenen Seiten?
Im Suchfeld auf der linken Seite gibt man den Suchbegriff so ein: „Vorname Nachname“. Dann klickt man auf Volltext und alle Seiten mit entsprechendem Suchtext werden aufgerufen. Hier sieht man dann schnell, wo auch das Todesjahr Sinn macht oder sogar ein Teil des Artikels angepasst werden muss. Auch hilft das „Werkzeug“ auf der linken Seite sehr gut, um solche Seiten aufzufinden: „Links auf diese Seite“. Somit ist die Wikipedia wieder aktuell in allen Bereichen! Hinweis: bei Eintragung der Kategorie „Gestorben JAHR“ wird der Missbrauchsfilter 49 ausgelöst, was jedoch nicht schlimm ist. Siehe: Spezial:Missbrauchsfilter/49
Dies ist eine Liste von im Jahr 2010 verstorbenen bekannten Persönlichkeiten. Die Einträge erfolgen innerhalb der einzelnen Daten alphabetisch sortiert. Tiere sind im Nekrolog für Tiere zu finden.
Die Liste ist nach Monaten aufgeteilt:
- Nekrolog Januar 2010
- Nekrolog Februar 2010
- Nekrolog März 2010
- Nekrolog April 2010
- Nekrolog Mai 2010
- Nekrolog Juni 2010
- Nekrolog Juli 2010
- Nekrolog August 2010
- Nekrolog September 2010
- Nekrolog Oktober 2010
- Nekrolog November 2010
- Nekrolog Dezember 2010

## Datum unbekannt
|                               | Name                            | Beruf / bekannt durch                                       | Alter | Beleg |
| ----------------------------- | ------------------------------- | ----------------------------------------------------------- | ----- | ----- |
| Dezember 2010                 | Samuel Blair                    | irischer Badmintonspieler                                   | 75    |       |
| Tod bekanntgegeben am 20. Mai | Vasile Vâșcu                    | sowjetischer Dissident und moldauischer Politiker           | 70    |       |
| nach dem 8. Februar           | Uwe Gemballa                    | deutscher Unternehmer                                       | 54    |       |
| Januar 2010                   | Sören Halldén                   | schwedischer Philosoph                                      | 86    |       |
| vor dem 20. Juli              | Kwon Ho-ung                     | nordkoreanischer Regierungsbeamter                          | 50    |       |
| Juli 2010                     | Abdoulaye Niandou Souley        | nigrischer Politikwissenschaftler und Rechtswissenschaftler | 47    |       |
| 2010                          | Heinrich Raderschall            | deutscher Garten- und Landschaftsarchitekt                  |       |       |
| Mai                           | Francis Coché                   | französischer Fußballtrainer und -funktionär                | 85    |       |
| September oder Oktober        | Robert Stratil                  | österreichischer Politiker                                  | ≈84   |       |
| nach dem 1. Juli              | Yvette Vickers                  | US-amerikanische Schauspielerin und Model                   | 82    |       |
| August 2010                   | Wolodymyr Schabaltas            | ukrainischer Jazzmusiker (Gitarre, Komposition)             | 40    |       |
| 2010                          | Berta Balzli                    | Schweizer Art-brut-Malerin                                  | 90    |       |
| 2010                          | Wolfgang Beltermann             | deutscher Brigadegeneral des Heeres der Bundeswehr          |       |       |
| 2010                          | Klaus Böhme                     | deutscher Historiker und Behördenleiter                     |       |       |
| 2010                          | Alfred Boller                   | deutscher Fußballspieler                                    |       |       |
| 2010                          | Harry Deterling                 | deutscher Lokführer und DDR-Flüchtling                      |       |       |
| 2010                          | Klaus Eberhardt (Szenenbildner) | deutscher Szenenbildner                                     |       |       |
| 2010                          | Rolf Kunze                      | deutscher Pädagoge und Holzschnitzer                        |       |       |
| 2010                          | Hubert Petras                   | deutscher Industriedesigner und Hochschullehrer             |       |       |
| 2010                          | Shunpei Utō                     | japanischer Schwimmer                                       |       |       |
| 2010                          | Franz Wimmer-Lamquet            | österreichischer SS-Offizier                                | ≈91   |       |
| 2010                          | Bernd Wolf                      | deutscher Maler                                             | ≈57   |       |
| 2010                          | Peter Frederick Yeo             | britischer Botaniker                                        |       |       |